# Марк Рене д’Аржансон (1652—1721)
Марк Рене маркиз де Польми, потом 1-й маркиз д’Аржансо́н (1652—1721) — французский государственный деятель.

## Карьера
Он занял после Ла-Рени (фр. Gabriel Nicolas de la Reynie) при Людовике XIV видный пост генерал-лейтенанта полиции (фр. lieutenant-général de police), — и оставался в этой должности 21 год, с 1697 по 1718 годы. Энергичный, образованный, весьма способный, но столько же властолюбивый и деспотичный, сумел посредством личных докладов королю, а потом регенту, и вмешательства во все части управления и частную жизнь сановников приобрести значение первого министра, а посредством «lettres de cachet» сделался могущественным и безответственным деспотом.
Умел отлично устроить связи (особенно оказал поддержку герцогу Орлеанскому) и превосходно обставлять собственные дела и положение своего семейства; успел возбудить к себе большую ненависть. Несмотря на множество введённых им улучшений в полицейской области, население Парижа его ненавидело, и при его погребении (в мае 1721 года) прах его подвергся поруганию толпы.
В 1718 году Аржансон был перемещён с его полицейской должности в президенты финансового совета, но по несогласиям с Ло оставил эту должность, получил титул государственного министра и генерального инспектора полиции.